# Ctenocheles serrifrons
Ctenocheles serrifrons är en kräftdjursart som beskrevs av Le Loeuff och Andre Intes 1974. Ctenocheles serrifrons ingår i släktet Ctenocheles och familjen Ctenochelidae. Inga underarter finns listade i Catalogue of Life.